# Pérez Castellanos
Pérez Castellanos, también llamado barrio Pérez Castellano es un barrio de la ciudad de Montevideo, Uruguay.

## Características

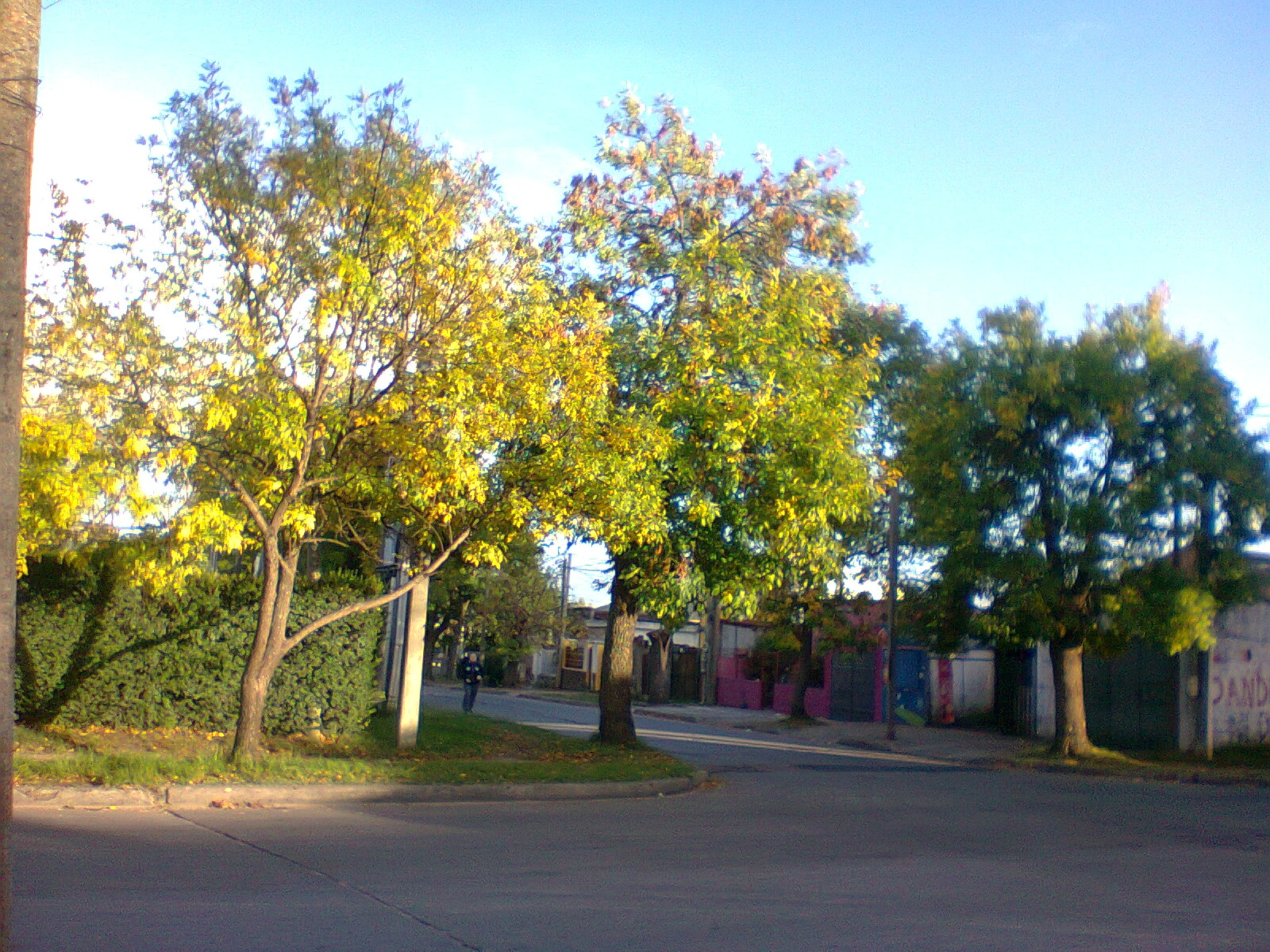
Pérez Castellanos.

El barrio se encuentra delimitado por las calles: Avenida General Flores, Cno. Corrales, Bulevar Batlle y Ordóñez (ex Propios) y Dámaso Antonio Larrañaga.
Está situado en el valle del Cerrito de la Victoria, entre el barrio Villa Española y el Barrio Fraternidad en la parte sur este; zona de cañadas y bañados. Este barrio era zona de humedales.
Aún hoy pese a tener saneamiento en un 99 %, existe el pequeño Arroyo Cerrito que va desde la calle Tobas hasta el Antel Arena ex Cilindro Municipal.
Sus calles son todas pavimentadas, y el alumbrado es total menos en la calle Manuel De Salas. Las calles son de hormigón o asfalto. El barrio es en su mayoría horizontal.

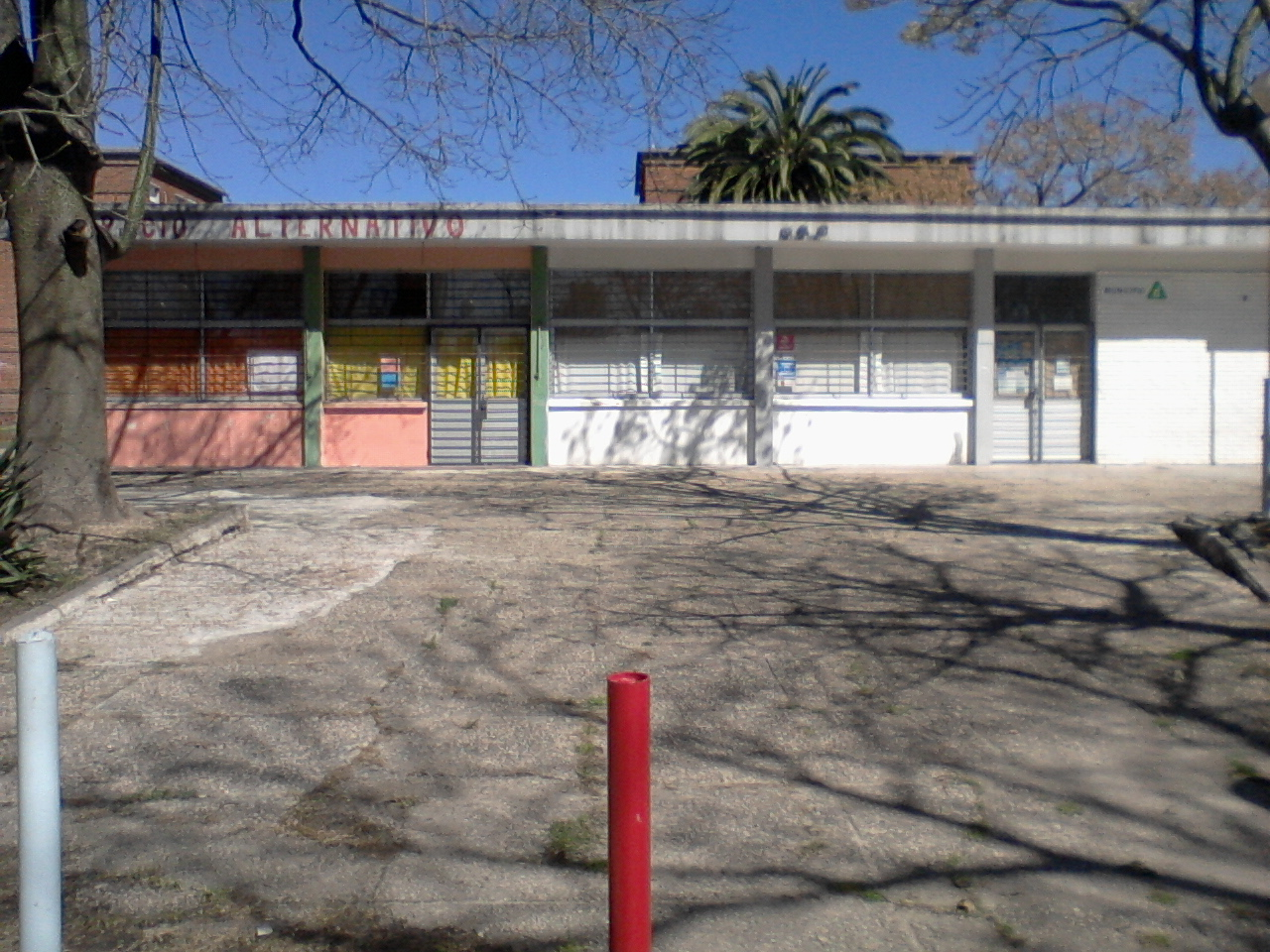
Actividades varias

## Historia
Antes Porvenir, ahora Pérez Castellanos - Porvenir se fundó en el año 1870 y el segundo en 1880. Fundado por Manuel Oribe, en la zona del valle del Cerrito de la Victoria con numerosas chacras y algunas fortificaciones. Existen allí dos casas en la calle Guillermo Muñoz completamente sesgadas mirando hacia el este siendo esta parte del casco de estancias del General Manuel Oribe.   
En las calles Corumbé, Manuel de Salas y Elcano se encontraron pasadizos de la antigua fortificación del sitio. En la cabeza del barrio, Dámaso Antonio Larrañaga (ex Centenario) y José Pedro Varela, fue fundada en 1820 también por Oribe, la primera capilla y juzgado de la Unión. Las chacras existentes fueron adquiridas por Francisco Piria, ocupando las zonas D. A. Larrañaga, Minuanes y L. Koussut, llamadas “las de Mayo” hasta la década del 60.
En la zona de General Flores hasta Corrales había una cañada por la cual atravesaban las tropas rumbo a un frigorífico cercano.
Existían también dos grandes tambos uno de los cuales estaba ubicado en la calle Berlín donde permaneció hasta 1950. Entre las instituciones más antiguas está el Club “Peña Vecinal Vivir” fundado por un grupo de vecinos en la cual se impartían clases de costura, dibujo, pintura, teatro, etc. y en especial clases de patín haciendo.
Su labor social era importante para la época asistiendo en ayuda de la escuela pública de la zona prestando su local no sólo para eventos a beneficio, sino también en una ocasión fue cedido para auxiliar a la antigua escuela pública que había tenido desprendimientos de techo del vetusto edificio donde funcionaba. 
La Escuela del barrio, oficiaba entonces en la casona en la que hoy funciona el club, la cual pertenecía Dr. Campioti, médico de la zona quien la dono para tal fin, siendo inaugurada en 1932. Años más tarde y en el plan de construcciones denominado “Bicentenario de Artigas” en 1940 y 1941 se empieza a construir el nuevo local en la calle Serrato Nº 3609. El edificio costó fue diseñado por la arquitecta Beatriz Sarthon de Gelle, tiene 1970 metros edificados, 1650 metros con bituminoso y 270 metros embaldosados, y además, un importante terreno al fondo donde se proyectaba una plaza de deportes y una sala de actos (hoy la escuela de la calle Dupart). La construcción se destacó por incluir aulas separadas para los más pequeños, con gabinetes higiénicos dentro de las mismas, y amplios baños.

En la actualidad sobre la Calle Roldos y Pons se encuentra El Barrio Cooperativo “Lena-Duarte” integrado por cinco cooperativas de viviendas construidas por el sistema de ayuda mutua.

## Comercios
Hay 8 bares y restaurantes, los más conocidos son: Sin Bombo (con salón de fiestas), Alonso, ubicados en General Flores y Pte ing. J. Serrato.
- 4 farmacias.
- 5 carnicerías.
- 7 ferreterías.
- 1 empresa fúnebre.

### Emprendimientos industriales y de servicios
- 3 laboratorios químicos: Fármaco uruguayo, Sagrin (cremas nívea, curitas, etc.) Químico Oriental.
- Automóvil club del Uruguay. (Depósito y servicio)
- 3 grandes empresas de camiones.
- 1 aserradero.
- 1 metalúrgica industrial.
- 1 empresa de pintura “vertical”.
- Planta industrial de CUTCSA.
- Grandes supermercados y almacenes.

## Espacios verdes

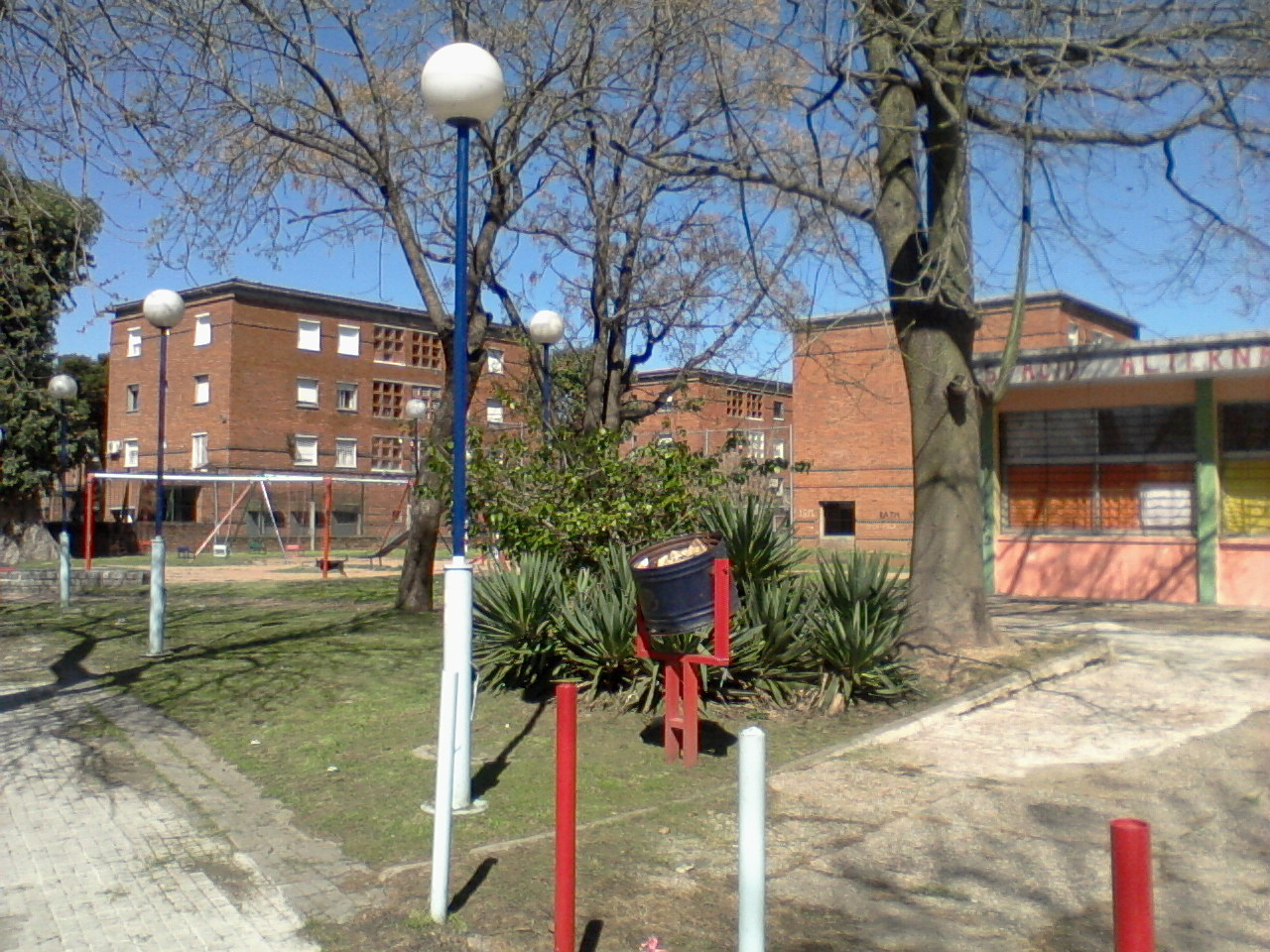
Espacio verde plaza G. Cuesta.

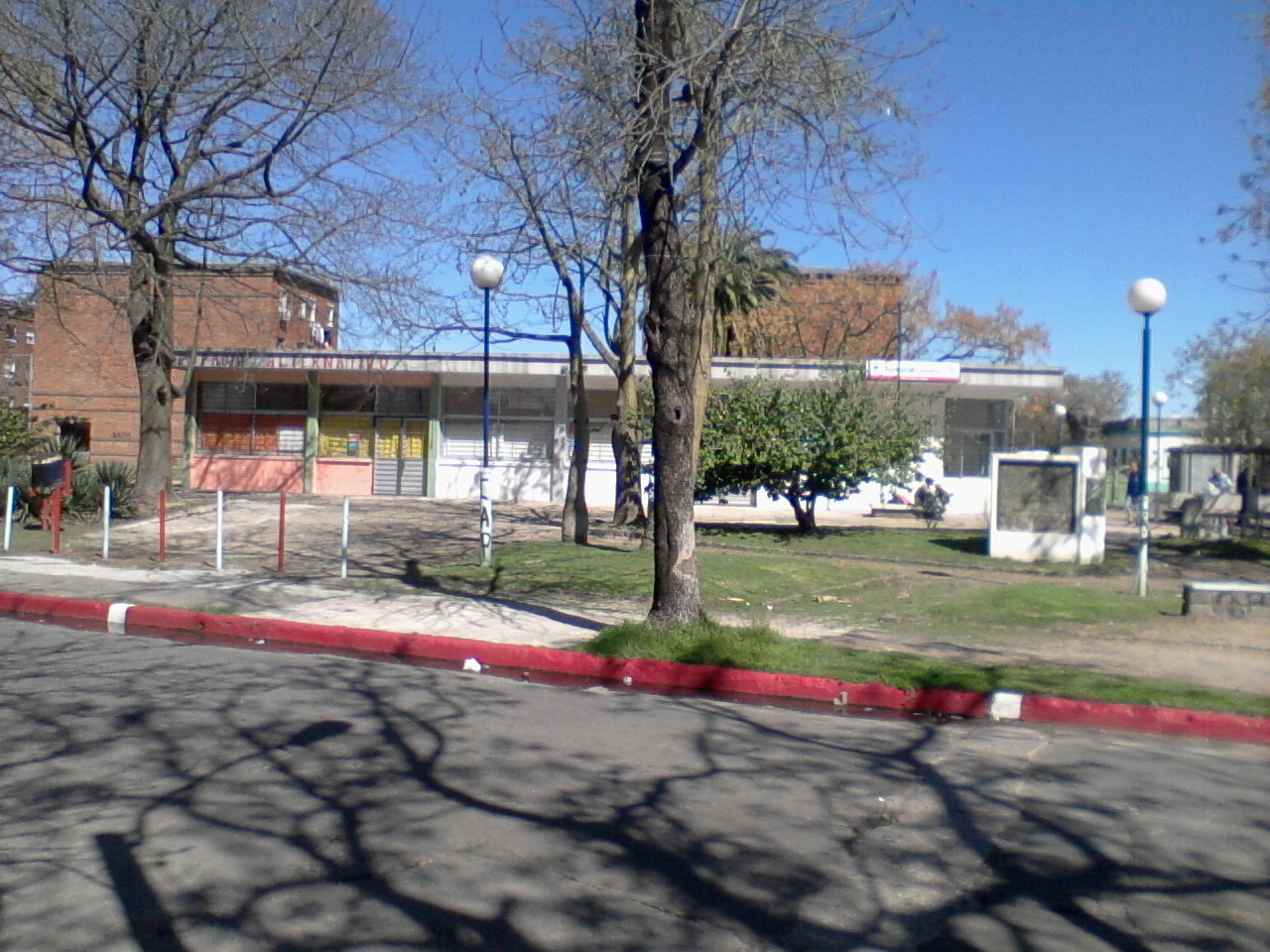
La plaza del barrio.

Hay 3 plazas con espacios verdes; las más importantes son: los alrededores del Antel Arena y la Plaza Gerardo Cuesta en la calle Jaime Roldós y Pons y Londres. 
La Plaza está al cuidado de CUTCSA por convenio con la Intendencia de Montevideo. Tiene rincón infantil, zona de deportes y el local cultural de la Asociación Afro-uruguayo, y Comisión vecinal “Plaza Cuesta”. Se le suman a estos las canchas de deportes y entrenamiento de los clubes de fútbol pertenecientes al barrio, ellos son Club Atlético Rentistas y la Institución Atlética Sud América.
También en el barrio se encuentra el club de baby futbol Deportivo Oriental, cuya cancha de césped sintético es única actualmente en Montevideo.

## Locomoción
- CUTCSA: 169- Manga- Aduana.
  - 199- Pta. Carretas- Cementerio del Norte.
  - 175- Las Piedras- Ciudad Vieja.
  - 174- Aviación Civil- Pta. Carretas.
  - 180- Ciudad Vieja- Plaza G. Cuesta
  - L2- General Flores- Corrales.
- COME: 538- Buceo- Plaza España
  - 505- Camino del Andaluz- Ciudadela Norte.
- UCOT: 306- Puente Carrasco- Casabo.
  - 328- Pta. Carretas- Mendoza.
  - 329- Melilla- Pta. Carreta.
  - 330-instrucciones-ciudadela o tres cruces
- COETC:
  - 456- Aduana- Instrucciones.
- COETC:
  - 71- Mendoza- Pocitos.
  - 2- Melilla- Portones.